# Estrella de Levante
Estrella de Levante o, più semplicemente, Estrella Levante è una birra lager di tipo Pilsener di proprietà del Gruppo Damm prodotta nel birrificio di Espinardo a Murcia in Spagna.
La fabbrica iniziò la produzione di birra nel 1963 con otto milioni di litri fino a raggiungere l'attuale produzione di oltre cento milioni di litri all'anno.

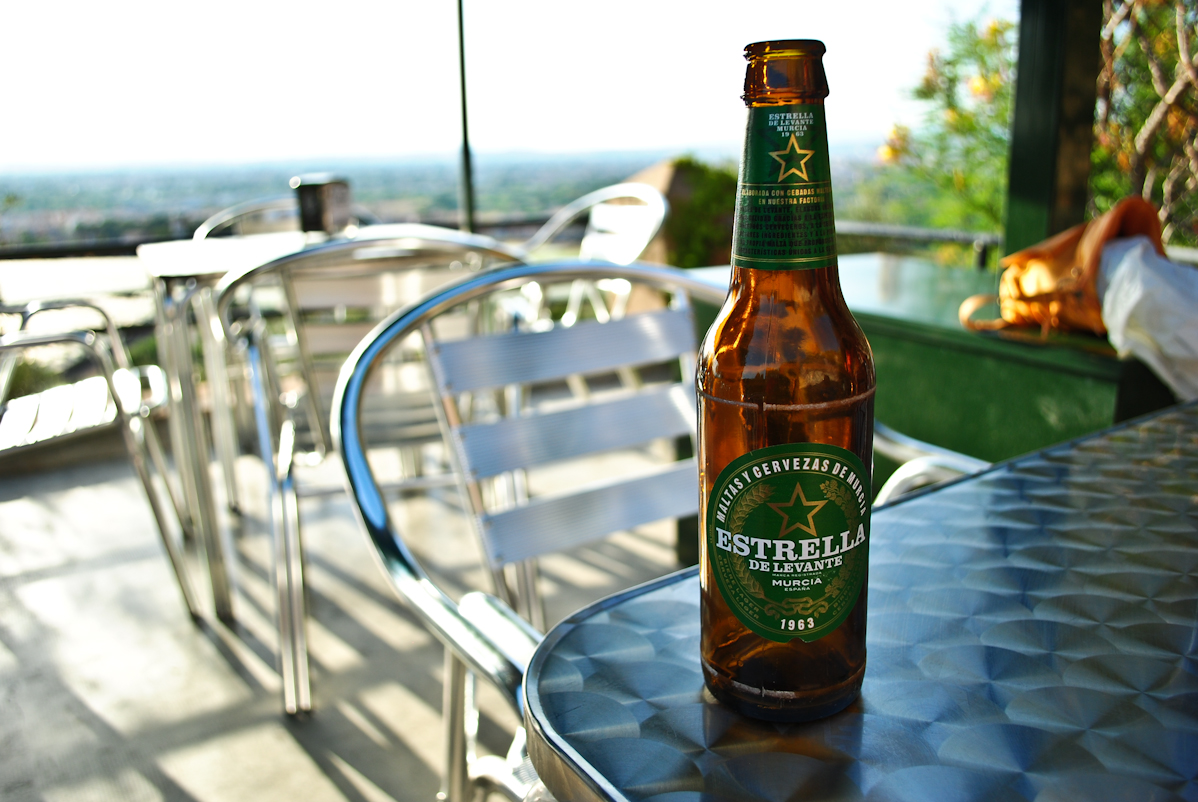
La Estrella de Levante in bottiglia da 33 cl

Estrella de Levante è la birra più consumata nella regione di Murcia ed il suo consumo si è esteso negli anni anche nella comunità Valenciana, in Castiglia-La Mancia nell'Andalusia orientale, nelle isole Baleari e nelle Canarie.

## Prodotti

### Clásica
È il prodotto principale del marchio con un grado alcolico del 4,8% vol. Si raccomanda un consumo tra i 4 e i 6 °C.

### Especial
Grado alcolico del 5,4% vol. Si raccomanda un consumo tra i 6° e gli 8 °C.

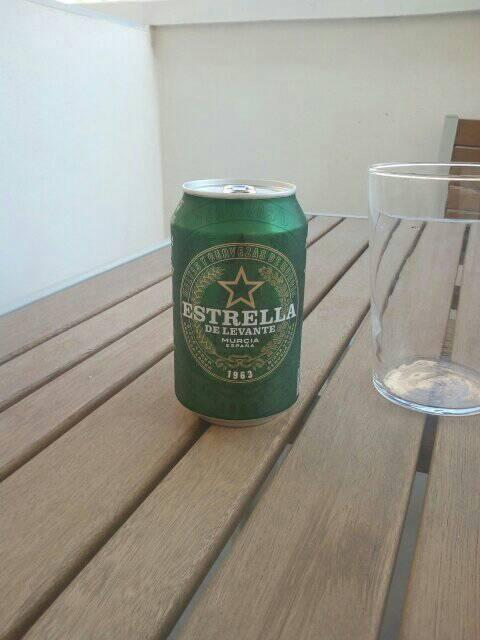
La Estrella de Levante in lattina da 33 cl

### Sin
È la birra senza alcol con un grado alcolico inferiore all'1% vol. Si raccomanda un consumo tra i 4 e i 6 °C.

### Punta del Este
Si caratterizza da un colore più scuro rispetto alle Lager e da un aroma più intenso. Ha un grado alcolico del 5,4% vol. 

### Verna
Birra aromatizzata con limoni di Murcia con un grado alcolico del 3,2% vol.

### Skol
Nel birrificio di Espinardo si produce un'altra birra per il Gruppo Damm, la Skol, sotto licenza del marchio danese Carlsberg.